# シェリー モン シェリ
「シェリー モン シェリ」は、Winkの22枚目のシングル。1994年10月26日にポリスターより発売された。8cmCD: PSDR-5079。

## 解説
表題曲は、作詞を芹沢類、作曲・編曲を門倉聡が担当したWinkの楽曲。
同デュオが出演したユニ・チャーム「エアーウィック 素焼きのおうち」CMソングとして使用されている。
カップリング曲は「PLEASE PLEASE ME」。作詞・作曲を上田知華、編曲を門倉聡が担当した。
1994年10月26日に発売。オリコンチャートの週間ランキングでは、11月7日付の初登場29位を最高位とし、以後、100位以内には、11月21日付の97位まで、3週連続ランクインした。同チャートの年間ランキングでは、1994年度において売上2.461万枚により460位となっている。

## 収録曲
※ 全編曲：門倉聡
1. シェリー モン シェリ
  - 作詞: 芹沢類、作曲: 門倉聡
2. PLEASE PLEASE ME
  - 作詞・作曲: 上田知華

## 収録アルバム
- シェリー モン シェリ
  - voce
  - Reminiscence
  - WINK MEMORIES 1988-1996
- PLEASE PLEASE ME
  - voce
  - Back to front

## テレビ番組における歌唱
※ 在京キー局のテレビ番組の放送日は首都圏のもの。地方の系列局の放送日は異なる場合がある。
- シェリー モン シェリ

| 放送日 (曜日)              | 番組名                      | 放送局     | 備考 |
| -------------------------- | --------------------------- | ---------- | --- |
| 1994.10.31 (月) 深夜[注 1] | M-STAGE[注 1]               | 日本テレビ | |
| 1994.11.06 (日)[注 2]      | スーパーJOCKEY[注 2]        | 日本テレビ | |
| 1994.11.13 (日)[注 3]      | まいど!音楽ラスベガス[注 3] | テレビ朝日 | Winkは同番組の次回12月4日(日)放送分にも出演。                                                                  |
| 1994.11.13 (日)[5]         | アイドルオンステージ[5]     | NHK BS2    | |
| 1994.11.27 (日)[6]         | アイドルオンステージ[6]     | NHK BS2    | |
| 1994.12.18 (日)[7]         | アイドルオンステージ[7]     | NHK BS2    | |
| 1994.12.25 (日)[8]         | アイドルオンステージ[8]     | NHK BS2    | Winkは「ふりむかないで」の衣装[注 4]を着用して同番組に出演し、松任谷由実の楽曲「恋人がサンタクロース」も歌唱。 |
- 衣装は1994年12月25日放送の『アイドルオンステージ』を除き全てPVのものと同じ。